# Winschoterzijl

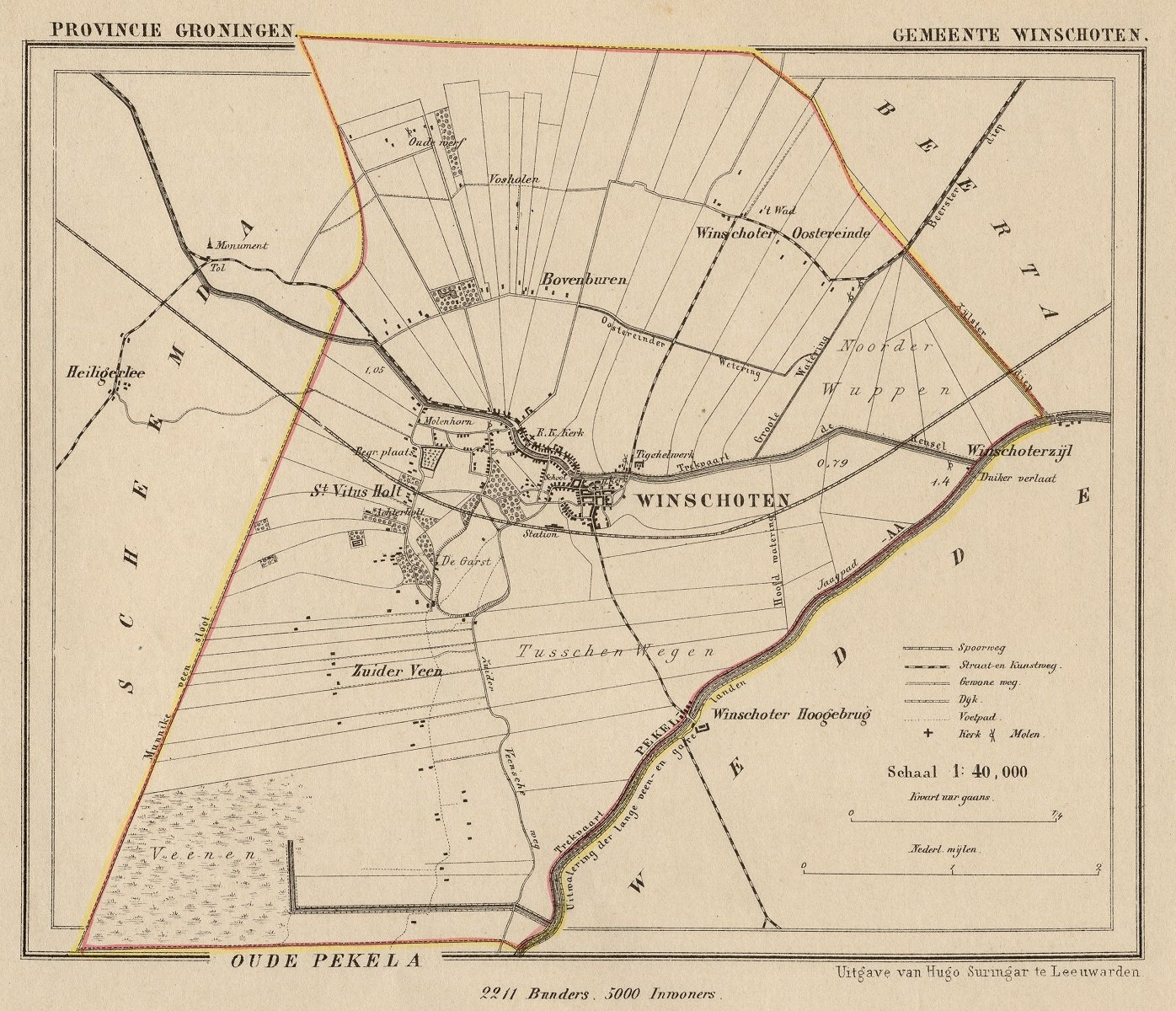
Kaart uit ca. 1865 met daarop Winschoterzijl, gelegen bij de samenvloeiing van de Pekel A en Trekvaart de Rensel.

Winschoterzijl was een buurtschap, zeehaven (Duits: Sielhafen) en een militaire versterking op de grens van de kerspelen Winschoten, Beerta en Blijham.
De sluis werd gebouwd op de plek waar de rivier Pekel A sinds 1579 (volgens andere berichten sinds 1593) in zee uitmondde.  Rondom de sluis ontstond een buurtschap met een sluiswachterswoning, een of meer herbergen en sinds 1811 een houtzaagmolen, die tot 1914 dienst deed.  
Een dochternederzetting ontstond dichter bij Winschoten waar het zijkanaal de Rensel via een verlaat (het Renselverlaat) in de Pekel A uitmondde. Hier werd tevens een keersluis in de Pekel A gelegd, het zogenaamde Duikerverlaat of Douckelverlaat (1748), in 1681 spottend Karnenpieters Verlaet genoemd. Tegenover de herberg van de verlaatsmeester werden in 1695/96 de Lutherse kerk met de pastorie gebouwd. Bij het Renselverlaat werd verder in 1851 een oliemolen gebouwd die twintig jaar dienst deed. 
De sluis van Winschoterzijl had twee voorlopers, waarvan de oudste bij Winschoterhogebrug. Naast de sluis bestond zich in de 17e eeuw een redoute. Op sommige kaarten wordt ten onrechte de suggestie gewekt dat WInschoterzijl een schans was. In 1636 werd bij Winschterzijl tevens een duiker of grondpomp aangelegd die het water van het Lange of Hekmansdiep en het Buiten Zijldiep en via een grondpomp onder de Pekel Aa naar het Zijlkerdiep en vervolgens het Beertsterdiep leidde. De grondpomp werd in 1804 vervangen door een molenkolonie, die het water direct in de rivier bracht. Langs het Zijlkerdiep liep een weg, de Zijlsterweg, die Winschoterzijl met Beerta verbond. 
Winschoterzijl lag maar korte tijd direct aan zee: in 1637 werd het Bultster Verlaat aangelegd en twintig jaar later volgde de bouw van een nieuwe zeesluis bij Nieuweschans. 
Halverwege de 19e eeuw bestond het gehucht uit negen huizen met 69 bewoners, verspreid over drie gemeenten.
Winschoterzijl verloor zijn functie als woonkern toen de Pekel A ten behoeve van de verbeterde waterafvoer een nieuwe loop kreeg en het gebied op een eiland kwam te liggen. De laatste woning werd in 1992 afgebroken. De poldermolens maakten eerst plaats voor een stoomgemaal, later een elektrisch gemaal dat in 1973 werd vervangen voor het huidige gemaal Winschoterzijl. De gietijzeren ophaalbrug uit 1870 kreeg een nieuwe plek aan de Renselkade.
Tegenwoordig is Winschoterzijl de naam van een waterbergings en natuurgebied tussen de autoweg A7 en de rivier Pekel A.

## Lutherse kerk
Winschoterzijl was vooral bekend vanwege de Lutherse kerk van Winschoten en omgeving. In de 17e eeuw kwamen steeds meer lutheranen wonen in het gebied als gevolg van de instroom van onder andere handelaren, veenarbeiders en soldaten uit Oost-Friesland en Scandinavië, mede als gevolg van de Dertigjarige Oorlog. Sinds 1680 kwamen de lutheranen uit de buurt samen in een boerenschuur en later in de brouwerij van Zacharias Feltrup nabij Winschoterzijl, aan zuidoostzijde van de Pekel A, op het grondgebied van Westerwolde. Vervolgens werd het plan opgevat om bij Winschoterzijl een lutherse kerk te bouwen, net binnen Westerwolde en net buiten de stadsjurisdicties van de stad Groningen (waar Winschoten wel toe behoorde), die destijds bekendstond om haar strenge godsdienstbeleid. Om zeker te zijn dat de bouw door kon gaan werd eerst in 1693 toestemming gevraagd aan stadhouder Willem III, daar Westerwolde onder jurisdictie van de Staten-Generaal stond. De stad Groningen verzoende zich daarop op 31 mei 1695 met dit oordeel en verleende ook haar toestemming voor de bouw van een kerk in 'Westerwoldinge Landt'. Feltrup stelde een stuk land beschikbaar en na een collecte en enkele grote schenkingen van vooral Duitse (lutheraanse) vorsten kon de kerk daarop worden gebouwd tussen 1695 en 1696. Het brouwershuis werd daarop tot pastorie en woning voor de meier verbouwd. In 1697 droeg Feltrup al zijn bezit over aan de kerk. In 1713 kreeg de kerk een preekstoel. In 1749 werd het voormalige brouwershuis afgebroken en vervangen door een nieuwe pastorie. De kerk had geen toren of orgel.
De Lutherse gemeenschap van Pekela ging in eerste instantie ook naar de kerk van Winschoterzijl. Kerkgangers uit Pekela moesten echter drie uur lopen of varen (met de trekschuit) om bij de kerk te komen. Door neerslag of overstromingen was de weg in de winter echter vaak onbegaanbaar. Toen het aantal lutheranen in Pekela toenam, rees daarom ook het verlangen naar een eigen kerk in Pekela. Het kerkbestuur in Amsterdam (Amsterdams Consistorie) en Winschoterzijl dachten echter dat een lutherse kerk in Pekela nooit levensvatbaar zou zijn en wilden daarom geen geld doneren voor de bouw daarvan. De lidmaten in Pekela zelf waren arm en hadden hiervoor zelf geen geld. Lutheranen in Duitsland wilden echter wel geld doneren, waarop in 1762 toch een lutherse kerk in Nieuwe Pekela kon worden gebouwd, die echter pas in 1790 door de overige lutherse gemeenten werd erkend.
Nadat in de Franse tijd de vrijheid van godsdienst was ingevoerd, werd in 1824 voor het eerst gesproken over het verplaatsen van de lutherse kerk van Winschoterzijl naar het meer centraal gelegen Winschoten. De roep hiertoe werd nog versterkt omdat het gebouw in bouwvallige staat was. Door ontoereikende financiële middelen duurde het echter nog 12 jaar alvorens in 1836 een nieuwe kerk kon worden gebouwd in Winschoten. De stichtingssteen, preekstoel, banken, avondmaalsbeker en ouweldoos werden meegenomen uit het oude gebouw. Om de bouw mogelijk te maken werden de oude kerk en pastorie verkocht. Van der Aa schreef in 1851 dat er toen nog slechts een open plek resteerde van wat ooit het kerkgebouw van Winschoterzijl was. In 2009 zijn de lutherse gemeenten van Pekela en Winschoten weer samengegaan.

## Katholieke kerk
De katholieke kerk te Winschoterzijl heeft maar kort bestaan. Hij werd in 1753 bij een oranjegezind volksoproer vernield, waarbij enkele honderden protestantse landlieden gewapend met gaffels, stokken en knuppels ook de aanwezige katholieken zwaar mishandelden. Hetzelfde lot trof de katholieke kerken te Appingedam (1747) en Oude-Pekela (1771).